# Wilhelm Meisezahl
Wilhelm Meisezahl (* 29. Oktober 1894 in Breslau, Provinz Schlesien; † 7. Januar 1966 in Hohen Neuendorf) war ein deutscher Arzt. Er war von 1947 bis zu seinem Tod Chefarzt und ärztlicher Direktor des Kreiskrankenhauses Hohen Neuendorf.

## Leben
Wilhelm Meisezahls Eltern waren der Justizamtmann Robert Meisezahl und Olga, geborene Dobersch. Er bestand die Reiefprüfung 1924 am Humanistischen Gymnasium in Kattowitz. Von 1914 bis 1918 war er Soldat im Ersten Weltkrieg.
1919 begann er sein Studium der Medizin an der Universität Breslau, das er 1922 mit dem Staatsexamen, Prädikat „sehr gut“, abschloss. 1923 erhielt er die ärztliche Approbation und erlangte im selben Jahr mit der Dissertation Der Einfluß absoluter Ruhigstellung bei eitrigen Infektionen den Doktortitel. Von 1922 bis 1924 folgte in Breslau die ärztliche Vorbereitung zur Fachausbildung als Chirurg am Pathologischen Universitätsinstitut bei Friedrich Henke sowie in der Abteilung für innere Krankheiten des Allerheiligen Hospitals bei Wilhelm Ercklentz. Danach absolvierte er bis 1930 in Breslau die Fachausbildung als Assistenzarzt.
Im Februar 1930 übernahm Meisezahl als Facharzt für Chirurgie und leitender Arzt das Städtische Krankenhaus in Nimptsch in der Provinz Niederschlesien. In den Kriegsjahren 1939–1945 wurde das Krankenhaus zum Lazarett für Schwerverwundete eingerichtet und Meisezahl, der Oberstabsarzt der Reserve war, als Chefarzt eingesetzt. Neben der umfangreichen praktischen Tätigkeit beschäftigte er sich mit wissenschaftlichen Arbeiten und Vorträgen auf dem Gebiet der Chirurgie und Allgemeinmedizin. 
In der von Not geplagten Nachkriegszeit, als in Nimptsch Typhus und Ruhr ausgebrochen waren, habe sich Meisezahl, laut einem Zeitzeugenbericht, „als Wohltäter der Stadt“ erwiesen, die er im August 1947 als Umsiedler verlassen hat.
Im September 1947 wurde Meisezahl auf Initiative Karl Tessens, damals Amtsvorsteher in Hohen Neuendorf, der Chefarzt des 1945 gegründeten, provisorisch untergebrachten Gemeindekrankenhauses im Ort. Den widrigen Umständen trotzend, schufen Meisezahl und seine Mitarbeiter aus den Gebäuden und Ställen einer ehemaligen Jugendherberge ein leistungsfähiges Krankenhaus.

## Auszeichnungen
- 1960 Verdienter Arzt des Volkes
- 1961 Ehrenzeichen des Deutschen Roten Kreuzes in Gold
- Hufeland-Medaille